# Grégoire Barrère
Grégoire Barrère (Saint Mur Des Fosses, 16 februari 1994) is een Frans professioneel tennisser. Tot nu toe won hij nog geen ATP-toernooien.

## Palmares
| Legenda                       | Legenda               |
| ----------------------------- | --------------------- |
| Grand Slam                    |                       |
| Olympische Spelen             |                       |
| tot 2009                      | vanaf 2009            |
| Tennis Masters Cup            | ATP Finals            |
| ATP Masters Series            | ATP Tour Masters 1000 |
| ATP International Series Gold | ATP Tour 500          |
| ATP International Series      | ATP Tour 250          |

### Enkelspel
| Nr.                          | Datum           | Toernooi | Ondergrond    | Tegenstander in finale | Score    | Details |
| ---------------------------- | --------------- | -------- | ------------- | ---------------------- | -------- | ------- |
| Gewonnen finales challengers |                 |          |               |                        |          |         |
| 1.                           | 25 maart 2018   | Lille    | Hardcourt (i) | Tobias Kamke           | 6-1, 6-4 |         |
| 2.                           | 29 januari 2023 | Quimper  | Hardcourt (i) | Arthur Fils            | 6-1, 6-4 |         |

### Dubbelspel
| Nr.                          | Datum          | Toernooi | Ondergrond | Partner           | Tegenstanders in finale         | Score            | Details |
| ---------------------------- | -------------- | -------- | ---------- | ----------------- | ------------------------------- | ---------------- | ------- |
| Gewonnen finales challengers |                |          |            |                   |                                 |                  |         |
| 1.                           | 12 juni 2016   | Lyon     | Gravel     | Tristan Lamasine  | Jonathan Eysseric Franko Škugor | 2-6, 6-3, [10-6] |         |
| 2.                           | 8 januari 2017 | Bangkok  | Hardcourt  | Jonathan Eysseric | Yuichi Sugita Di Wu             | 6-3, 6-2         |         |

## Resultaten grote toernooien
| Legenda | Legenda                          |
| ------- | -------------------------------- |
| g.t.    | geen toernooi gehouden           |
| l.c.    | lagere categorie                 |
| –       | niet deelgenomen                 |
| G       | uitgeschakeld in de groepsfase   |
| 1R      | uitgeschakeld in de eerste ronde |
| 2R      | uitgeschakeld in de tweede ronde |
| 3R      | uitgeschakeld in de derde ronde  |
| 4R      | uitgeschakeld in de vierde ronde |
| KF      | uitgeschakeld in de kwartfinale  |
| HF      | uitgeschakeld in de halve finale |
| F       | de finale verloren               |
| W       | het toernooi gewonnen            |
| w-v     | winst/verlies-balans             |

### Enkelspel
| grandslamtoernooien  |      |      |      |      |    |
| Australian Open      | –    | –    | –    | 2R   | –  |
| Roland Garros        | 1R   | 1R   | 2R   | 1R   | 1R |
| Wimbledon            | –    | 1R   | 2R   | g.t. | 1R |
| US Open              | –    | –    | 2R   | 2R   |    |
| olympisch            |      |      |      |      |    |
| Olympische Spelen    | g.t. | g.t. | g.t. | g.t. |    |
| statistieken         |      |      |      |      |    |
| totaal aantal titels | 0    | 0    | 0    | 0    | 0  |
| eindejaarsranking    | 247  | 163  | 82   | 109  |    |

### Dubbelspel
| grandslamtoernooien  |     |      |      |      |      |    |
| Australian Open      | –   | –    | –    | –    | 2R   | –  |
| Roland Garros        | 2R  | 1R   | –    | 3R   | 1R   | 1R |
| Wimbledon            | –   | –    | –    | –    | g.t. | –  |
| US Open              | –   | –    | –    | –    | –    |    |
| olympisch            |     |      |      |      |      |    |
| Olympische Spelen    | –   | g.t. | g.t. | g.t. | g.t. |    |
| statistieken         |     |      |      |      |      |    |
| totaal aantal titels | 0   | 0    | 0    | 0    | 0    | 0  |
| eindejaarsranking    | 239 | 383  | 516  | 222  | 182  |    |